# Diaulos (Sport)
Diaulos (griechisch Δίαυλος, dt.: „Doppelpfeife“) war ein Doppelstadionrennen (ca. 400 Meter), das bei den 14. antiken Olympischen Spielen (724 v. Chr.) eingeführt wurde.
Die Länge der Distanz variierte je nach Länge des Stadions. Die Länge der Bahn lag zwischen 192,27 Metern (in Olympia) und 177,5 Metern (in Delphi). Die Läufer rannten bis zum Ende der Bahn, umrundeten dort einen Pfosten (καμπτήρ, dt. Kampter) und rannten wieder zurück; die gelaufene Strecke betrug also das Doppelte der Stadionlänge. In der Wissenschaft ist nicht ganz klar, ob jeder Läufer einen einzelnen Pfosten hatte, den er umrundete oder ob alle sich einer gemeinsamen Wende näherten. Bei Delphi wurde eine Inschrift gefunden, die den Begriff „Wendepfosten“ im Plural nennt, was darauf hindeutet, dass jeder Läufer einen eigenen Drehpfosten hatte, um zu verhindern, dass der außen laufende Sportler an dieser Stelle drei bis vier Meter länger zu laufen hat. Archäologische Funde bei Nemea bestätigen diese Vermutung.